# Kometenlied
Das Kometenlied ist ein berühmtes Wiener Couplet aus der Posse Der böse Geist Lumpacivagabundus (UA: April 1833) von Johann Nestroy. Die Musik stammt von Adolf Müller senior. Den Text hatte Nestroy bereits für die nicht aufgeführten Possen Genius, Schuster und Marqueur sowie Der Feenball geschrieben (allerdings noch ohne die Musik Müllers) und danach im Lumpacivagabundus verwendet.
Das Kometenlied beklagt den Verfall der Welt und die Torheit der Menschen und sagt den Weltuntergang, hervorgerufen durch einen auf die Erde stürzenden Kometen, voraus. Der Refrain lautet: „Die Welt steht auf kein’ Fall mehr lang.“
Das Kometenlied wurde ursprünglich von Nestroy selbst in der Rolle des Knieriem gesungen, welcher als einzige Figur an die letztendlich doch nicht eintretende zerstörerische Wirkung des Kometen glaubt. Es ist im dritten Akt die achte Szene und wird von einem pseudowissenschaftlichen Monolog eingeleitet, in dem Astronomie und Astrologie vermischt werden und der Nestroys Komik berühmt machte. – Viele österreichische Schauspieler haben es interpretiert und mit aktuellen Zusatzstrophen angereichert.

## Hintergrund
Nestroys Theaterstück wurde zu seiner Zeit als besonders innovativ und witzig empfunden, weil er mit Traditionen des Alt-Wiener Volkstheaters brach: Die eingegliederten Couplets gehen in diesem Genre zumeist aus der barocken Vanitas-Thematik hervor: Die Welt wird als vergänglich, nichtig und töricht dargestellt. Nestroys Vorgänger Ferdinand Raimund versuchte, diesen Gedanken ins bürgerlich Tugendhafte zu wenden („Hobellied“, „Aschenlied“). Bei Nestroy wird diese Anstrengung aber wiederum über den Haufen geworfen und die Nichtigkeit der Welt betont.
Witzig wirkte die Mischung von märchenhaften („Feentempel“) und modernistischen („Pass“, „Tubus“) Elementen. Durch komische Anthropomorphismen (Sterne und Planeten als Menschen) werden barocke Allegorien verspottet. – Neu ist bei Nestroy, dass er die traditionelle Weltuntergangs-Thematik ganz vom Religiösen befreit und in die Sphäre der Naturwissenschaften rückt.
1832 war das erste Jahr in der Geschichte der Menschheit, in dem zwei Kometen angekündigt waren, was eine Kometenfurcht hervorrief. Man kannte erst vier periodische Kometen sicher. Im Frühsommer kam der 1818 entdeckte Enckesche Komet zur achten und im November der erst 1826 entdeckte Bielasche Komet zur zweiten Wiederkehr. Letzterer sollte der Erde relativ nahe kommen und auch die Erdbahn am 29. Oktober in einer errechneten Entfernung von zirka 2½ Erddurchmesser fast kreuzen, dies aber an einem Punkt, den die Erde erst einen Monat später erreicht.
So gab es Aufregung unter der Bevölkerung und sogar bessere Blätter spekulierten über einen Zusammenstoß mit der Erde oder wenigstens eine Auswirkung des Schweifes. Für Sommer 1835 war wieder der ungefährliche Enckesche Komet angekündigt und für Oktober 1835 der viel berühmtere und ebenfalls ungefährliche Halleysche Komet. So manche unbedarfte Schreiber warfen die drei Namen durcheinander, tendenziell mehr den Namen Halleyscher Komet verwendend, egal ob er beschrieben wurde, und verteilten sie nach Gutdünken auf die Jahre 1830 bis 1836. Weitere befürchtete Gefahren waren Sintfluten und der Ausbruch der Cholera. Joseph Johann von Littrow, Professor für Astronomie sowie Direktor der Universitätssternwarte Wien und wohl jener Professor den Leim erwähnt, schrieb ein korrektes und beschwichtigendes Buch, aber mit dem Titel „Über den gefürchteten Kometen des gegenwärtigen Jahres 1832“. Und nach den Kapitelüberschriften wird unter anderem folgendes behandelt: „Gefährliche Lage von Biela's Kometenbahn“, „Was hat die Erde von dem Zusammentreffen mit einem Kometen überhaupt zu fürchten?“, „Ist die Noachische Flut durch einen Kometen entstanden?“, „Ist die Erde in der Vorzeit schon einmal mit einem Kometen zusammengetroffen?“ und „Einfluß der Kometen auf Krankheiten der Thiere und Menschen.“ Noch am 29. Jänner 1833, fast ein halbes Jahr nachdem der Komet am 24. September erstmals gesichtet worden war, berichtete die Theaterzeitung über die Befürchtungen. Die restlichen Szenen seines astronomischen Schusters brachte Nestroy im Dezember 1834 in dem Stück Die Familien Zwirn, Knieriem und Leim oder Der Weltuntergangstag auf die Bühne.

## Text
[Monolog:] Die [Peppi] glaubt nicht an den Kometen, die wird Augen machen. – Ich hab die Sach schon lang heraus. Das Astralfeuer des Sonnenzirkels ist in der goldenen Zahl des Urions von dem Sternbild des Planetensystems in das Universum der Parallaxe mittelst des Fixstern-Quadranten in die Ellipse der Ekliptik gerathen; folglich muß durch die Diagonale der Approximation der perpendikulären Cirkeln der nächste Komet die Welt zusammenstoßen. Diese Berechnung ist so klar wie Schuhwix. Freilich hat nicht Jeder die Wissenschaft so im klein Finger als wie ich; aber auch der minder Gebildete kann alle Tag Sachen genug bemerken, welche deutlich beweisen, daß die Welt nicht lang mehr steht. Kurzum, oben und unten sieht man, es geht rein aufn Untergang los.
1.

Es is kein’ Ordnung mehr jetzt in die Stern’,

D’ Kometen müßten sonst verboten wer’n;

Ein Komet reist ohne Unterlaß

Um am Firmament und hat kein’ Paß;

Und jetzt richt’ a so a Vagabund

Uns die Welt bei Butz und Stingel 1 z’grund;

Aber lass’n ma das, wie’s oben steht,

Auch unt’ sieht man, dass ’s auf ’n Ruin losgeht.

Abends traut man ins G’wölb 2 sich nicht hinein

Vor Glanz, denn sie richten s’ wie d’ Feentempel ein;

Der Zauberer Luxus schaut blendend hervur,

Die böse Fee Krida sperrt nacher ’s G’wölb’ zur.

Da wird einem halt angst und bang,

Die Welt steht auf kein’ Fall mehr lang, lang, lang, lang, lang, lang.

2.

Am Himmel is die Sonn’ jetzt voll Capriz,

Mitten in die Hundstag’ gibt s’ kein´ Hitz’;

Und der Mond geht auf so rot, auf Ehr’ 3,

Nicht anderster, als wann er b’soffen wär’.

Die Millichstraßen, die verliert ihr’n Glanz,

Die Milliweiber ob’n verpantschen s’ ganz;

Aber lass’n ma das, herunt’ geht’s z’ bunt,

Herunt’ schon sieht man’s klar, die Welt geht z’grund.

Welche hätt’ so ein’ g’scheckten Wickler einst mög’n,

A Harlekin is ja grad nur a Spitzbub dageg’n;

Im Sommer trag’n s’ Stiefel, à jour-Strümpf’ im Schnee,

Und statt Haub’n hab’n s’ gar Backenbärt’ von tull anglais. 4

Da wird einem halt angst und bang,

Ich sag’: D’Welt steht auf kein’ Fall mehr lang.

3.

Der Mondschein, da mög’n s’ einmal sag’n, was s’ woll’n,

Ich find’, er is auf einer Seiten g’schwoll’n,

Die Stern’ wer’n sich verkühl’n, ich sag’s voraus,

sie setzen sich zu stark der Nachtluft aus.

Der Sonn’ ihr G’sundheit ist jetzt a schon weg,

Durch’n Tubus sieht man’s klar, sie hat die Fleck’;

Aber lass’n ma das, was oben g’schieht,

Herunt’ schon sieht man, ’s tut’s in d’Länge nicht.

Sie hab’n Zeitungen jetzt, da das Pfennig-Magazin,

Da is um ein’ Pfennig all’s Mögliche drin;

Jetzt kommt g’wiß bald a Zeitschrift heraus, i parier’,

Da krieg’n d’Pränumeranten umsonst Kost und Quartier.

Da wird einem halt angst und bang,

Die Welt steht auf kein’ Fall mehr lang.

4.

Die Fixstern’, sag’n s’, sein alleweil auf ein’ Fleck’,

’s is erlog’n, beim Tag sein s’ alle weg;

’s bringt jetzt der allerbeste Astronom

Kein’ saub’re Sonnenfinsternis mehr z’amm’.

Die Venus kriegt auch ganz ein’ andere G’stalt,

Wer kann davor, sie wird halt a schon alt;

Aber wenn auch ob’n schon alles kracht,

Herunt’ is was, was mir noch Hoffnung macht.

Wenn auch ’s meiste verkehrt wird, bald drent und bald drüb’n,

Ihre Güte ist stets unverändert geblieb´n;

Drum sag’ i, aus sein’ Gleis’ wird erst dann alles flieg’n,

Wenn Sie Ihre Nachsicht und Huld uns entzieh’n.

Da wurd’ ein’ erst recht angst und bang,

denn dann stund’ d’Welt g’wiß nicht mehr lang.
Anmerkungen